# ایلاریا اوکینی

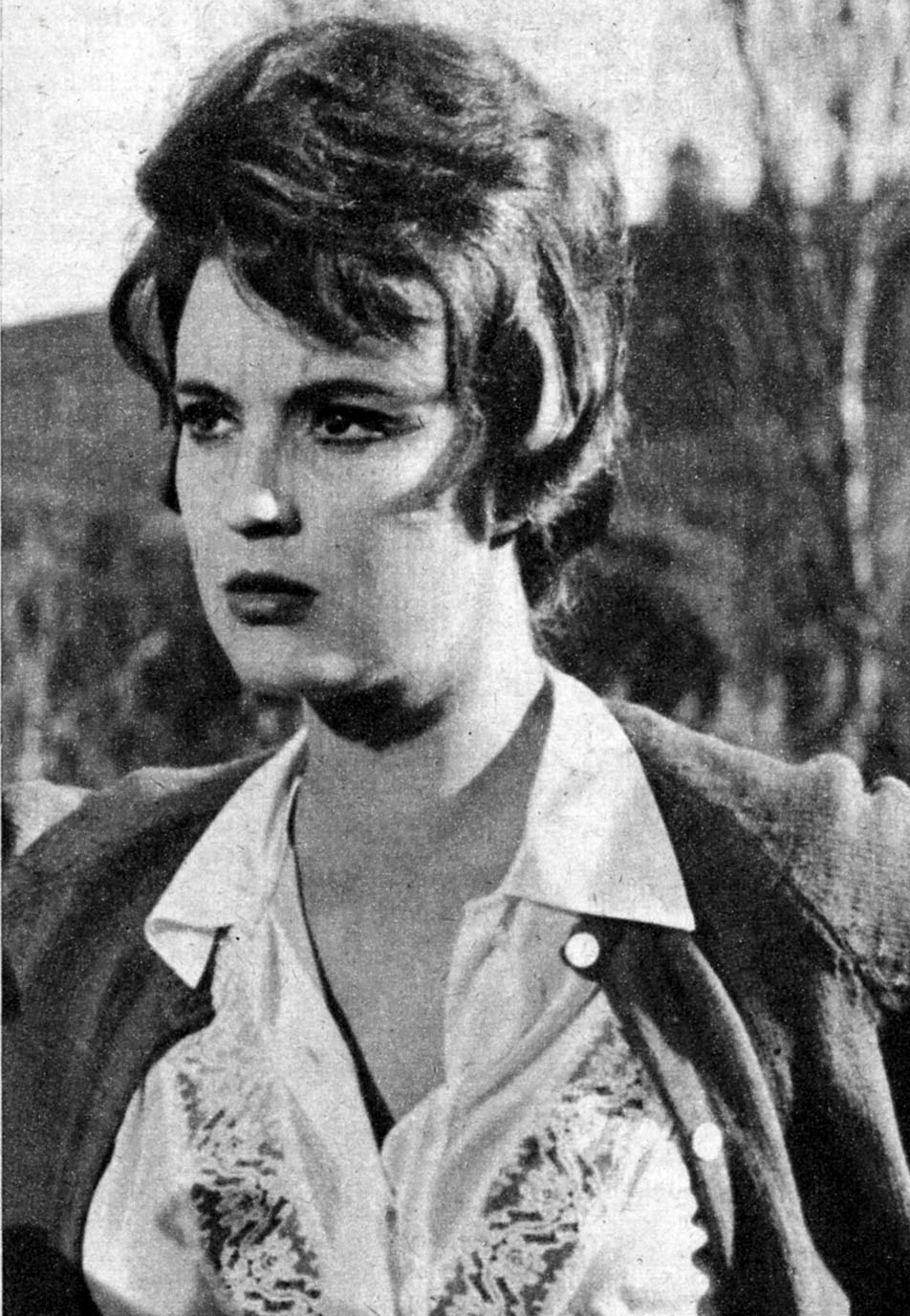
ایلاریا اوکینی

ایلاریا اوکینی (ایتالیایی: Ilaria Occhini؛ ‏ زادهٔ ۲۸ مارس ۱۹۳۴ - درگذشته ۲۰ ژوئیهٔ ۲۰۱۹) هنرپیشه اهل ایتالیا است.
از فیلم‌های معروف او می‌توان به بازی در کارتاژ در شعله‌های آتش، به خانه برگرد گُری، به خانه خوش آمدی گُری و دردسرسازان اشاره کرد.